# Ухов, Василий Герасимович
Василий Герасимович Ухов (22 декабря 1880 [3 января 1881], Москва ― 1 июля 1966, Подмосковье) ― русский советский оперный певец (баритон) и музыкальный педагог.

## Биография
Родился 22 декабря 1880 [3 января 1881] в Москве (по другим данным ― 7 декабря по юлианскому календарю) в семье крестьянина Тверской губернии.
В 1906 году окончил вечерние вокально-музыкальные курсы при Московской филармонии ― здесь он обучался пению три года в классах Ю. Я. Махиной и Я. Лосьева, затем два года — в частной музыкальной школе Е. Смирновой.
В начале своего творческого пути исполнял партии в театрах Харькова, Тифлиса, Москвы (опера Зимина), Киева, Баку, Одессы. В 1925―1948 годах (за исключением сезона 1928/29) ― солист Свердловского театра оперы и балета.
Среди его наиболее примечательных ролей: Онегин («Евгений Онегин» Чайковского), Елецкий («Пиковая дама» П. Чайковского), Жермон («Травиата» Верди), Риголетто («Риголетто» Верди), Фигаро («Севильский цирюльник» Россини). Всего его репертуар включал свыше 60 партий. Имел репутацию «русского Баттистини».
В 1946―1959 годах преподавал в Уральской государственной консерватории.
Умер 1 июля 1966 года в Подмосковье.

### Признание
Заслуженный артист РСФСР (1927), Заслуженный деятель искусств РСФСР (1937).